# Hermann Tilke
Hermann Tilke (ur. 31 grudnia 1954 w Olpe) – niemiecki architekt, projektant torów wyścigowych i kierowca wyścigowy.

## Życiorys

### Kariera kierowcy wyścigowego
W latach osiemdziesiątych Hermann Tilke brał udział w wyścigach samochodów turystycznych, głównie na północnej pętli toru Nürburgring. Wystartował także w kilku wyścigach serii wyścigów długodystansowych na tym torze, VLN, a także w 24-godzinnym wyścigu na Nordshleife. Wygrał kilka wyścigów VLN jadąc w zespole z Dirkiem Adorfem.

### Kariera projektanta torów wyścigowych
W latach dziewięćdziesiątych dostał zlecenie gruntownego przeprojektowania szybkiego toru Österreichring w Austrii. Po przebudowaniu w 1997 roku tor nazwano A1-Ring. W 2002 roku stworzył krótką wersję toru Nürburgring zmieniając przy okazji pierwszy zakręt w celu ułatwienia wyprzedzania w tamtym miejscu.
Hermann Tilke odpowiedzialny jest także za przebudowę dwóch torów Formuły Jeden, Hockenheimring w Niemczech oraz Fuji International Speedway w Japonii.
Stworzył także projekt nowej wersji toru Donington Park, na którym od 2010 roku, miało odbywać się GP Wielkiej Brytanii, ale projekt z powodu problemów finansowych nie został zorganizowany, a Grand Prix Wielkiej Brytanii pozostało na Silverstone. Do tej listy należało by dodać projekt ulicznego toru w Singapurze, lecz został on odrzucony. Obecnie pracuje nad torami w Soczi, gdzie w 2014 ma odbyć się Grand Prix Rosji, oraz nad ulicznym torem w New Jersey. W padoku Formuły 1 nazywany jest "nadwornym architektem" Berniego Ecclestone’a i FIA. Poza tym niemiecki architekt lekko zmodernizował tor Imola, na którym rozgrywane były wyścigi WTCC we Włoszech. Ostatnia szykana została zastąpiona prostą, co miało na celu ułatwienie wyprzedzania w pierwszym zakręcie. Przeprojektował również tor kartingowy Kandavas Kartodroms na Łotwie. Tilke zaprojektował również uliczny tor w New Jersey, na którym miało być rozgrywane Grand Prix Formuły 1, lecz tor nigdy nie powstał.

## Projekty torów wyścigowych[2]
- A1-Ring, 1997, Formuła 1 (Przeprojektowany przez niego tor Österreichring)
- Sepang International Circuit, 1998, Formuła 1
- Hockenheimring, 2002, Formuła 1 (dobudowana nowa pętla do sekcji Stadion).
- Shanghai International Circuit, 2004, Formuła 1
- Bahrain International Circuit, 2004, Formuła 1
- Fuji International Speedway, 2005, Formuła 1 (modernizacja toru Fuji)
- Istanbul Autodrom Circuit, 2005, Formuła 1
- Beijing International Streetcircuit, 2006, A1GP
- Bucharest Ring, 2007, FIA GT
- Valencia Street Circuit, 2008, Formuła 1
- Ciudad del Motor de Aragón, 2009, Formuła Renault
- Jakarta Street Circuit 2009, A1GP
- Yas Marina Circuit 2009, Formuła 1
- Korea International Circuit, 2010, Formuła 1
- Buddh International Circuit, 2011, Formuła 1
- Awtodrom Smolenskoje Kolco, 2011, FIA GT3
- Moscow Raceway, 2012, World Series by Renault
- Circuit of the Americas, 2012, Formuła 1
- Sochi Autodrom, 2014, Formuła 1
- Chang International Circuit, 2014, WTCC, TCR International Series, World Superbike